# Euosmolejeunea principensis
Euosmolejeunea principensis là một loài Rêu trong họ Lejeuneaceae. Loài này được (Stephani ex Paris) R.M. Schust. & Kachroo mô tả khoa học đầu tiên.